# La Pobla de Mafumet
La Pobla de Mafumet (spanisch Pobla de Mafumet) ist eine katalanische Gemeinde mit 4.115 Einwohnern (Stand: 2024) in der Provinz Tarragona im Nordosten Spaniens. Sie liegt in der Comarca Tarragonès. 

## Geographische Lage
El Morell liegt etwa sieben Kilometer nördlich vom Stadtzentrum von Tarragona und knapp 90 Kilometer westsüdwestlich von Barcelona am Francolí, der die Gemeinde im Osten begrenzt, in einer Höhe von ca. 95 m.
Durch die Gemeinde führt die Autovía A-27.

## Bevölkerungsentwicklung
| Jahr      | 1970 | 1981 | 1991 | 2001 | 2011 | 2021 |
| Einwohner | 772  | 840  | 890  | 1147 | 2810 | 4026 |

## Wirtschaft
In La Pobla de Mafumet befindet sich seit 1974 eine große Raffinerie-Anlage der Firma Repsol.

## Sehenswürdigkeiten
- Johannes-der-Täufer-Kirche (Iglesia de San Juan Bautista), Barockkirche

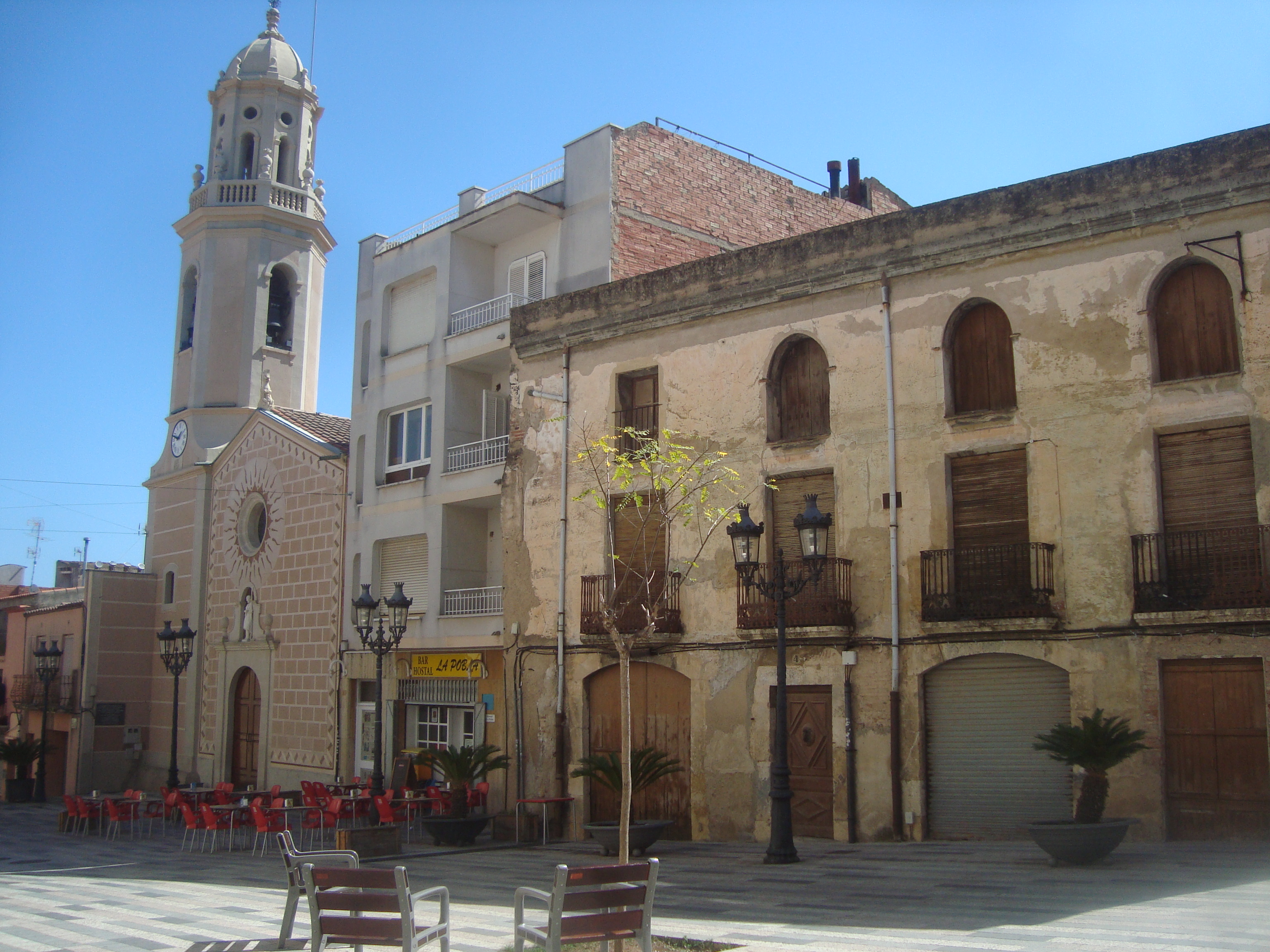
Johannes-der-Täufer-Kirche

## Persönlichkeiten
- Juan Vizcaíno (* 1966), Fußballspieler